# دوري كرة القدم النرويجي الدرجة الأولى للسيدات 2012
دوري كرة القدم النرويجي الدرجة الأولى للسيدات 2012 (بالنرويجية: 1. divisjon fotball for kvinner 2012)‏ هو موسم من دوري كرة القدم النرويجي الدرجة الأولى للسيدات ‏. فاز فيه نادي أفالدسنيس.